# Eric Keir Gilborne Sixsmith
Eric Keir Gilborne Sixsmith, britanski general, * 1904, † 1986.